# Хынгхарвута
Хынгхарвута (устар. Хын-Харвута) — река в России, протекает по Ямало-Ненецкому АО. Впадает в Хадуттэ. Длина реки составляет 34 км.
Имеет правый приток — реку Хынгхарвутатарка.

## Данные водного реестра
По данным государственного водного реестра России относится к Нижнеобскому бассейновому округу, водохозяйственный участок реки — Пур, речной подбассейн реки — подбассейн отсутствует. Речной бассейн реки — Пур.
Код объекта в государственном водном реестре — 15040000112115300063030.